# Масленников, Николай Кузьмич
Никола́й Кузьми́ч Ма́сленников (6 декабря 1897, с. Александровка, Тамбовская губерния — 3 октября 1972, Воронеж) — советский военачальник, генерал-майор (22 сентября 1943).

## Биография
Родился 6 декабря 1897 года в селе Александровка Усманского уезда Тамбовской губернии (ныне — Добринского района Липецкой области). Русский.
До службы в армии работал чернорабочим, пильщиком, шофёром и помощником машиниста узкоколейной железной дороги на сахарном заводе графа Орлова на станции Мордово Юго-Восточной железной дороге.

### Первая мировая война
В сентябре 1916 года призван на военную службу и направлен рядовым матросом на Балтийский флот. В декабре по болезни отчислен и переведён в 17-й гренадерский Аладжинский полк 5-й гренадерской дивизии, с которым воевал на Западном фронте. В июне 1917 года был демобилизован и после возвращения на родину вновь работал пом. машиниста на прежнем сахарном заводе.

### Гражданская война
С ноября 1917 года состоял красногвардейцем в отряде Петрова, действовавшего по линии Воронеж, Лиски, Филоново. В феврале 1918 года перешёл в отряд им. В. И. Киквидзе. Воевал с ним на Южном фронте против генерала П. Н. Краснова, прошёл с боями от Миллерово до Новочеркасска. В сентябре в районе Тамбова на базе отрядов, отошедших с Украины, была сформирована 16-я стрелковая дивизия им. В. И. Киквидзе, а Масленников в её составе командовал ротой и батальоном 139-го стрелкового полка. Участвовал с ней в боях с белоказаками на Дону, войсками генерала А. И. Деникина на реке Северский Донец и под Острогожском, в августовском наступлении Южного фронта 1919 года, Воронежско-Касторненской операции, Ростово-Новочеркасской, Доно-Манычской, Тихорецкой и Кубано-Новороссийской операциях. Летом 1920 года дивизия была переброшена на Западный фронт и вела бои с белополяками под Полоцком, Островом, Пултуском и Минском. Дважды за войну Масленников был ранен (на Южном фронте в левую ногу и на Западном фронте в левый бок и левую лопатку). За боевые отличия награждён орденом Красного Знамени.

Архивный документ так описывает боевой подвиг командира пятой роты 139 стрелкового полка, 16 стрелковой дивизии им. Киквидзе Н. К. Масленникова:
« 4 июля 1920 года 139 стрелковый полк 16 стрелковой дивизии согласно приказу по 47 — й стрелковой бригаде (той же дивизии) за № 060 выступил из занимаемых районов на позицию в районе деревни Черновица и, пройдя через окопы, которые занимала 4-я дивизия, двинулся в наступление, имея связь вправо и влево. При подходе к речке Аюта противник открыл артиллерийский и оружейно-пулеметный огонь, но, несмотря на упорное сопротивление противника, с криком „Ура!“ бросились через реку, проломали его, выбив из первой и второй линии окопов и заняв таковые. В 16 часов противник получил подкрепление из резерва и потеснил 139 стрелковый полк, заставив части его отойти на исходное положение по восточному берегу реки Аюты. Приведя себя в порядок, полк снова перешёл в наступление и выбил противника из окопов первой и второй линии. За время боя полк потерял убитыми 29 человек, ранеными и без вести пропавшими 1801 человек. Трофеи полка — пленных 31 человек, 4 пулемёта и винтовок, которые не учтены. Для резки проволоки назывались охотники — бывший командир 5 роты т. Масленников, командир 2-й роты т. Анахин и помощник начальника пулемётной команды т. Сухов, которые, захватив с собой несколько охотников-красноармейцев, бросились на проволочные заграждения. В то же время, будучи все трое раненными, бросились на окопы противника, захватив у них два пулемёта, чем внесли расстройство в их ряды».
— ДОБРИНСКАЯ ЦЕНТРАЛИЗОВАННАЯ БИБЛИОТЕЧНАЯ СИСТЕМА
В 1920 году Масленников вступил в РКП(б). В 1921 году окончил Высшую стрелковую школу командного состава. В марте 1923 года уволен в запас.

### Межвоенный период
В послевоенный период, будучи в запасе, работал начальником Воронежской районной стрелковой охраны и начальником отдела снабжения стрелковой охраны Юго-Восточной железной дороги. В 1928 году начальником отряда боролся с бандитизмом на Северном Кавказе, с ноября 1929 года по февраль 1930 года командиром танковой роты (части 1010) участвовал в событиях на КВЖД. В 1928 года окончил Воронежский рабфак, а с 1931 года по 1935 год учился в филиале Московского института инженеров транспорта (окончил четыре курса). С 1932 года, наряду с учёбой, одновременно работал начальником Воронежского техникума путей сообщения. С ноября 1936 года был начальником административного отдела Юго-Восточной ж. д. В декабре 1939 года призван из запаса в кадры РККА и служил в 111-м стрелковом полку 55-й стрелковой дивизии ОрВО командиром батальона и начальником военно-хозяйственного снабжения полка. С мая 1940 года исполнял обязанности командира 110-го артиллерийского паркового дивизиона этой же дивизии, а 27 июля назначен командиром батальона в 32-й стрелковый полк 19-й стрелковой дивизии. В конце мая 1941 года переведён в 48-ю танковую дивизию 23-го механизированного корпуса на должность начальника полевого хлебозавода.

### Великая Отечественная война
С началом войны в июле 1941 года дивизия вместе с корпусом была переброшена на Западный фронт и участвовала в Смоленском сражении, в боях под Великими Луками. С 31 августа командовал 95-м отдельным мотострелковым батальоном этой же 48-й танковой дивизии. В сентябре она была обращена на формирование 17-й и 18-й отдельных танковых бригад, а капитан Масленников назначен в первую из них командиром отдельного мотострелкового батальона. В октябре в составе 43-й армии участвовал в тяжёлых боях под Боровском, Малоярославцем (вместе с курсантами Подольского пехотного училища) и Тарутино. Приказом по войскам Западного фронта от 23.11.1941 за боевые отличия Масленников был награждён орденом Красного Знамени. 20 ноября 1941 года переведён на ту же должность в 24-ю отдельную танковую бригаду. С декабря командовал 1160-м стрелковым полком 352-й стрелковой дивизии 5-й армии Западного фронта. Участвовал с ним в контрнаступлении под Москвой и Ржевско-Вяземской наступательной операции.
14 января 1942 года, за мужество и героизм проявленные в битве за Москву, командиром 24-я танковой бригады полковником В. П. Зелинским, майор Масленников был представлен к званию Героя Советского Союза. Данное представление поддержал командующий 20-й армии генерал-майор А. А. Власов. Однако, Приказом по войскам Западного фронта от 22.02.1942 Масленников был награждён орденом Ленина.
С 30 марта 1942 года командовал 35-й отдельной стрелковой бригадой 20-й армии и находился с ней в обороне северо-западнее Гжатска (с июля — в 5-й армии). В октябре полковник Масленников был зачислен в резерв Западного фронта, затем с 30 ноября допущен к исполнению должности заместителя командира 149-й стрелковой дивизии 61-й армии. С 23 декабря переведён на ту же должность в 342-ю стрелковую дивизию этой же армии, а с 24 февраля 1943 года временно командовал этой дивизией.
В мае 1943 года назначен командиром 415-й стрелковой дивизии и в составе 61-й армии участвовал с ней в Орловской наступательной операции, в освобождении города Болхов (28 июля). В начале августа принял командование 308-й стрелковой Краснознамённой дивизией. С 6 по 8 августа она находилась в резерве 3-й армии, затем участвовала в Брянской наступательной операции. 16 сентября её части вышли на восточный берег реки Десна, форсировали её, затем 18 сентября перерезали шоссейную дорогу Брянск — Рославль, а через три дня форсировали реку Ипуть. Приказом НКО от 23.09.1943 за проявленную отвагу в боях, за стойкость, мужество, дисциплину и организованность она была преобразована в 120-ю гвардейскую. Командир дивизии полковник Масленников за эти бои был награждён орденом Суворова 2-й степени. В ходе дальнейшего наступления дивизия 28 сентября освободила город Костюковичи, затем была выведена в резерв 3-й армии. В конце октября её части вели наступательные бои на реке Проня, но вынуждены были перейти к обороне. В середине ноября 1943 года сдал командование дивизией полковнику Я. Я. Фогелю и был зачислен в распоряжение Военного совета фронта, затем ГУК НКО. С апреля 1944 года находился на учёбе на КУВНАС при Высшей военной академии им. К. Е. Ворошилова, после их окончания в конце июня направлен на 2-й Белорусский фронт.
5 августа 1944 года допущен к исполнению должности заместителя командира 69-го стрелкового корпуса. Участвовал на заключительном этапе Белорусской наступательной операции. С 24 августа по 13 сентября 1944 года временно командовал 199-й стрелковой дивизией. С 25 на 26 октября 1944 года Масленников был направлен в город Августов для руководства боевыми действиями по отражению контратак противника. Во время боёв за город со 2 по 11 ноября 1944 года временно исполнял обязанности командира 153-й стрелковой дивизии. С переходом в наступление её части форсировали каналы Августовский и Быстрый, овладели городом, заняли плацдарм западнее Августовского канала и перешли к обороне. При наступлении в Восточной Пруссии Масленников всё время находился в боевых порядках частей и помогал командирам соединений организовывать и вести бои. В декабре 1944 года он был ранен, но не оставил поле боя. 4 января 1945 года убыл на лечение в госпиталь в город Воронеж, после выздоровления в апреле вернулся в корпус на прежнюю должность. Во время штурма Кёнигсберга генерал-майор Масленников, командуя сводным отрядом, преодолел водную преграду — пруд Ляутер Мюлен Тайх, овладел фортом № 1, опорным пунктом Ляут и пригородом Кальтхофф, прорвался к центру города и вёл бои до полного очищения его от противника.
Во время войны комдив Масленников был персонально упомянут в благодарственном приказе Верховного Главнокомандующего.

### Послевоенное время
После войны с августа 1945 года находился на лечении в госпитале и санатории, затем состоял в распоряжении ГУК. 31 января 1946 генерал-майор Масленников уволен в запас по болезни.

## Награды
- два ордена Ленина (22.02.1942[6], 21.02.1945[7])
- три ордена Красного Знамени (... 09.1921[8], 23.11.1941[9], 03.11.1944[7])
- орден Суворова II степени (22.09.1943)[10]
- орден Отечественной войны I степени (23.04.1945)[8]
- орден Красной Звезды (28.10.1967)[11]
- медали в том числе:
  - «За оборону Москвы»
  - «За Победу над Германией в Великой Отечественной войне 1941—1945 гг.»
  - «За взятие Кёнигсберга»

Приказы (благодарности) Верховного Главнокомандующего в которых отмечен Н. К. Масленников.
- За овладение городами Восточной Пруссии: Ликк, Нойендорф и Биалла — сильными опорными пунктами обороны немцев, прикрывающими пути к озёрному району Восточной Пруссии.24 января 1945 года. № 252